# Анита Тарасевич
Анита Николаева Тарасевич-Дойнова е българска писателка.

## Биография
Родена е на 11 декември 1965 г. в Пловдив. Завършва СОУ „П. К. Яворов“ в родния си град. Неин учител по литература в гимназията е литературният критик, писател и преподавател в Пловдивския университет „Паисий Хилендарски“ доц. д-р Владимир Янев. 
След това учи и завършва българска филология последователно в Пловдивския университет „Паисий Хилендарски“ и в Софийския университет „Св. Климент Охридски“. В родния си град посещава литературния кръжок на Георги Райчевски и студентския литературен кръжок на Добромир Тонев. Приета е в Литературния кабинет „Димчо Дебелянов“ към Централния студентски дом на културата в София с ръководител Георги Черняков. 
Има публикации още като ученичка в централния и местен печат.
Член е на Съюза на българските писатели. Главен редактор на „Читалищен вестник“ от 1998 г.
През 2008 година министърът на културата проф. Стефан Данаилов я удостоява с плакет и диплом за ролята ѝ в българската култура, а през 2016 г. е удостоена от президента Росен Плевнелиев с грамота и почетен плакет „Св. Св. Кирил и Методий“.
През 2018 г. Анита Тарасевич получава най-високото отличие на Министерство на културата – „Златен век“ за приноса ѝ в българската култура, връчено от министър Боил Банов.
През 2024 г. Анита Тарасевич бе отличена за своя значим принос на активен деятел на съвременното общонародно читалищно дело като главен редактор на "Читалищен вестни" и по повод неговата 25-годишнина с Почетния знак на президента Румен Радев.
През 2024 г. по повод работата си като главен редактор на "Читалищен вестник" и неговия юбилей Анита Тарасевич бе удостоена от министъра на културата Найден Тодоров с наградата „Златен век - звезда"

## Творчество

### Поезия
- „Паметта на всяка капка“ – поезия, 1990 г., Издателство „Хр. Г. Данов“

### Проза
- „Невинни момичета“ – проза, разкази, 2012 г., Изд. къща „Хермес“
- „Любовни заклинания“ – проза, разкази, 2013 г., Изд. къща „Хермес“
- „Сънувани плажове“ – проза, роман, 2014 г., Изд. къща „Хермес“
- „С цвят на слънчогледи, с дъх на лято“ – проза, разкази, 2015 г., Изд. къща „Труд“, с конкурс на Министерство на културата

Персонажите в сборника с разкази са хора, понякога странни, понякога неочаквани, понякога съвсем обикновени, които дават различен поглед към изчезващото, но и намиращо себе си село. 
С тъга, но и оптимистично, защото дори и сред камъните на разрухата, заради икономически и демографски кризи, тези хора съществуват и продължават да търсят доброто край себе си и да се опитват да опитомяват света. Може да са малко тъжни, може да са малко смешни, но важното е, че вървят по своя път през живота, който дори и днес успява да им предложи магически срещи, плашещи суеверия и вдъхновяващи открития...
Нейни разкази са публикувани във вестниците „Сега“ (2005 – 2009), „Азбуки“ (2005 – 2009), „Монитор“ (2008, 2009), в списание-алманах за литература, изкуство и публицистика „Пламък“ (бр. 4, 2012; бр. 4, 2015; бр. 1, 2017), Антология „Млади разказвачи“ – Млади прозаици, публикувани в списание „Пламък“ (2013), „Словото днес“ (2017).
Два нейни разказа са включени в учебнотото помагало „Преразказ с дидактическа задача за 7 клас“ на издателство „Булвест 2000“ (2014).
Нейни разкази са включени в учебни помагала за 4 и 7 клас по български език и литература на Издателство „Колибри“, 2019 г.

### Книги за деца
- „Джуджето Джу и други тайни“ – 2004 г., изд. къща „Кармен“, с конкурс на Министерство на културата
- „Коледата на майка Зайка“ – 2014 г., Изд. къща „ПАН“
- „Петленце, момченце“ – стихове за деца, 2017 г., Изд. къща „ПАН“
- „Миш и Маш“ – история в стихове, 2019 г., Издателство „Хермес“
- „Коледата на Майка Зайка“ е включена в „Златна книга за Коледа“ – 2019 г., Изд. къща "ПАН"
- "Как Миш и Маш си търсили дом" - продължение на "Миш и Маш", 2022 г., Издателство "Хермес"
- "Жабки зелени" - стихотворения за деца, 2023 г., Изд. къща "Труд", с подкрепата на Министерство на културата, по Програма "Помощ за книгата"
- "Весела Коледа, Бухалчо" - 2023 г., Изд. къща "ПАН"

### Награди
- През 2024 г. "Жабки зелени" е отличена с Годишната награда за Литература за деца на Съюза на българските писатели
- През 2024 г. Анита Тарасевич бе отличена с Наградата „Христо Г. Данов” за книгата „Жабки зелени“ , като "Автор на издание за деца“.

## Рецензии
1. Георги Михалков, Разкази, искрени като въздишки
2. Георги Михалков, „Любовни заклинания“ – ИЗСТРАДАНИ СКАЗАНИЯ
3. Юлий Йорданов, Фабулно четиво за душевността – сп. „Пламък“, бр. 4, 2015
4. Георги Н. Николов, Пера с аромат на българска модерност – рецензия на Антологията „Млади разказвачи“ – ХАЙНИ, С, 2013 г. в Литературен свят